# Eugenia queretaroana
Eugenia queretaroana es una especie de planta perteneciente a la familia Myrtaceae. El nombre propuesto hace alusión al estado de Querétaro, de donde proceden los ejemplares de esta planta.

## Clasificación y descripción
Árbol o arbusto de 4 a 15(-25) m de altura; corteza pardo-rojiza, ligeramente fisurada. Peciolo de (4,5-)5 a 7(-8) mm de largo, por 0,8 a 1 mm de ancho; lámina foliar verde oscura, lustrosa en el haz, pálida y opaca en el envés, elíptica a ovado-elíptica, de 4,5 a 8,7(-10) cm de largo, por 2,1 a 4,9 cm de ancho, ápice acuminado. Inflorescencias axilares, 1 a 2 racimos cortos por axila, de (1-) 2 a 7,5 mm de largo. Flores 3 a 9 por inflorescencia; pedicelos de 1 a 4 mm de largo, estambres ±50, de 4 a 6(-8) mm de largo, de 1 a 2 mm de diámetro; estilo de 4 a 7 mm de largo; hipanto de 1 a 1,5 mm de largo, por 0,8 a 1,3 mm de ancho en la parte más amplia. Fruto elipsoidal, rojizo cuando joven, negro al madurar, de 1 a 2 cm de largo, por 0,8 a 1,5 cm de diámetro, la base turbinada forma un falso estípite de hasta 3 mm de largo en los frutos maduros, pericarpio delgado. Semilla 1, embrión homogéneo, radícula y cotiledones connados.

## Distribución
Se conocen varias poblaciones de Eugenia queretaroana en el extremo nororiental del estado de Querétaro, municipios de: Jalpan, de Landa y de Pinal de Amoles.

## Ambiente
Crece en laderas de cerros cercanas a arroyos, en regiones con clima templado subhúmedo, en donde es un elemento abundante dentro de los bosques de pino-encino y mesófilo de montaña; se puede encontrar también en la transición entre el bosque mesófilo de montaña y el bosque tropical subcaducifolio; en elevaciones de 800 a 1450 m s. n. m. Se le conoce en floración en los meses de abril a junio; los frutos jóvenes se encuentran de junio a agosto y los maduros de septiembre a noviembre.

## Estado de conservación
Planta localmente abundante en el extremo noreste de Querétaro; sin embargo, debido a las amenazas a las que están expuestos los bosques mesófilo de montaña y tropical subcaducifolio en la región de estudio se considera vulnerable.